# ダイドーグループ 日本の祭り
『ダイドーグループ 日本の祭り』（ダイドーグループ にほんのまつり）は、日本の祭りに関するドキュメンタリー番組。日本民間放送連盟に加盟する全国のテレビ放送局各社のうち一部が制作・放送する特別番組。ダイドーグループホールディングスによる一社提供。

## 概説
経緯、番組の歴史
ダイドードリンコは2002年（平成14年）より青森ねぶたに出陣する山車のひとつである市民ねぶたに協賛参加している。これがきっかけとなり2003年（平成15年）より、企業スローガンである"Dynamic Do"のもと、地域活性化などを目的として、日本各地に伝承されている祭を支援すべく「ダイドードリンコ日本の祭り」（ダイドードリンコにほんのまつり）を開始、それと同時に公式サイト「ダイドー祭りドットコム」を開設。以降、日本全国の民放テレビ各局制作によるダイドー一社提供の放送番組（番組タイトルは、「ダイドードリンコスペシャル 日本の祭り」）や、各地で放映される祭りのテレビCM、公式サイト等を通じ、日本各地で行われる祭の魅力をドキュメンタリーとして紹介している。その後2020年からは、ダイドードリンコの株主であるダイドーグループホールディングスのもと「ダイドーグループ日本の祭り」と改称し、公式サイトのコンテンツも同社の公式サイト内に移設した。
企画・監修
企画・監修は吉村作治が担当している。いずれの局の制作であっても、吉村は少なくともVTR出演で必ず出演しており、祭りによっては実際に参加して出演することもある。後述する2020年（令和2年）以降も吉村が監修という形は継続しているが、2020年以降は吉村の番組出演がVTR出演も含め無くなっている。

## 参加している放送局
下記は2025年（令和7年）現在参加している民放全34局と、後述する傑作選を放送するワールド・ハイビジョン・チャンネル（BS12）である。
なお、2020年も2019年と同じ民放35局でそれぞれ制作を予定していたが、2019新型コロナウイルスの影響により、2020年に応援する祭りとして選定されていた一部の祭りが中止・非公開での祭事のみ開催などとなったために、一部放送局では番組制作無しとなっている。2021年（令和3年）についても同様に同じ民放35局でそれぞれ制作を予定していたが、番組制作の案内自体が参考情報扱いとなっていた。実際に、一部の祭りで中止・非公開が発生しているため、番組制作を取りやめた放送局が発生した。一方で、中止となった祭りについても、祭りの中止が長期化していることに伴う、祭りに関わる人の高齢化・後継者問題や、祭りに関わる技術・伝統の継承を社会問題として取り上げた番組として制作されることもある。
| 都道府県 放送対象地域 | 放送局                                       | 系列                          | 備考                                                                 |
| --------------------- | -------------------------------------------- | ----------------------------- | -------------------------------------------------------------------- |
| 北海道                | 北海道放送（HBC）                            | TBS系列                       |                                                                      |
| 青森県                | 青森放送（RAB）                              | TBS系列                       | 2003年の第1回放送を制作。                                            |
| 岩手県                | テレビ岩手（TVI）                            | 日本テレビ系列                |                                                                      |
| 宮城県                | 東日本放送（KHB）                            | テレビ朝日系列                |                                                                      |
| 秋田県                | 秋田テレビ（AKT）                            | フジテレビ系列                |                                                                      |
| 山形県                | 山形放送（YBC）                              | 日本テレビ系列                |                                                                      |
| 福島県                | テレビユー福島（TUF）                        | TBS系列                       |                                                                      |
| 栃木県                | とちぎテレビ（GYT/とちテレ）                 | 独立局                        | 2016年（平成28年）より参加。                                         |
| 埼玉県                | テレビ埼玉（TVS/テレ玉）                     | 独立局                        |                                                                      |
| 千葉県                | 千葉テレビ放送（CTC/チバテレ）               | 独立局                        |                                                                      |
| 東京都                | 東京メトロポリタンテレビジョン （TOKYO MX）  | 独立局                        |                                                                      |
| 神奈川県              | テレビ神奈川（tvk）                          | 独立局                        |                                                                      |
| 新潟県                | NST新潟総合テレビ（NST）                     | フジテレビ系列                |                                                                      |
| 富山県                | チューリップテレビ（TUT）                    | TBS系列                       |                                                                      |
| 石川県                | 北陸放送（MRO）                              | TBS系列                       |                                                                      |
| 福井県                | 福井放送（FBC）                              | 日本テレビ系列 テレビ朝日系列 | クロスネット局。                                                     |
| 長野県                | 信越放送（SBC）                              | TBS系列                       |                                                                      |
| 山梨県                | 山梨放送（YBS）                              | 日本テレビ系列                |                                                                      |
| 静岡県                | 静岡放送（SBS）                              | TBS系列                       |                                                                      |
| 中京広域圏            | CBCテレビ（CBC）                             | TBS系列                       |                                                                      |
| 鳥取県 島根県         | 山陰中央テレビ（TSK）                        | フジテレビ系列                |                                                                      |
| 岡山県 香川県         | RSK山陽放送（RSK）                           | TBS系列                       |                                                                      |
| 広島県                | 広島ホームテレビ（HOME）                     | テレビ朝日系列                |                                                                      |
| 山口県                | 山口放送（KRY）                              | 日本テレビ系列                |                                                                      |
| 徳島県                | 四国放送（JRT）                              | 日本テレビ系列                |                                                                      |
| 愛媛県                | あいテレビ（ITV）                            | TBS系列                       |                                                                      |
| 高知県                | テレビ高知（KUTV）                           | TBS系列                       |                                                                      |
| 福岡県                | RKB毎日放送（RKB）                           | TBS系列                       | [ 注釈 5 ]                                                           |
| 長崎県                | 長崎放送（NBC）                              | TBS系列                       |                                                                      |
| 熊本県                | 熊本放送（RKK）                              | TBS系列                       |                                                                      |
| 大分県                | 大分放送（OBS）                              | TBS系列                       |                                                                      |
| 宮崎県                | 宮崎放送（MRT）                              | TBS系列                       |                                                                      |
| 鹿児島県              | 南日本放送（MBC）                            | TBS系列                       |                                                                      |
| 沖縄県                | 琉球放送（RBC）                              | TBS系列                       |                                                                      |
| BSデジタル放送        | ワールド・ハイビジョン・チャンネル（TwellV） | 衛星放送                      | 毎週放映している局                                                   |
| BSデジタル放送        | BSよしもと                                   | 衛星放送                      | 日本民間放送連盟非加盟。 よしもとBASEBALL LIVEに伴う休止の場合あり。 |

### 過去の参加放送局
| 都道府県 放送対象地域 | 放送局                    | 系列           | 備考 |
| --------------------- | ------------------------- | -------------- | --- |
| 関東広域圏            | TBSテレビ（TBS）          | TBS系列        | 旧・東京放送 現在はTOKYO MX・tvk・チバテレ・テレ玉・とちテレが制作。                                                                                                   |
| 大阪府                | テレビ大阪（TVO）         | テレビ東京系列 | ダイドードリンコの本社所在地。TVO撤退後はMBSが制作。 |
| 近畿広域圏            | 毎日放送（MBS）           | TBS系列        | ダイドードリンコの本社所在地。2023年の貴布禰神社だんじり祭り（兵庫県尼崎市）を最後に、関西地区の祭りは放送されておらず、関東地区のように独立局での放送も行っていない。 |
| 福岡県                | 九州朝日放送（KBC）       | テレビ朝日系列 | 現在はRKBが制作。 |
| 佐賀県                | サガテレビ（SAGA TV/STS） | フジテレビ系列 | 2017年（平成29年）のみ参加。 通常はRKBが制作だが、同年のみの措置。 |

## 日本の祭り傑作選
『ダイドーグループ 日本の祭り傑作選』（ダイドーグループ にほんのまつりけっさくせん）は、TOKYO MXで2012年4月7日より2020年6月27日まで、毎週土曜日に週1回放送されていた番組。同番組ではこれまでに、各局で制作・放送された『日本の祭り』から厳選して放送している。2019年まではダイドードリンコの一社提供だったが、2020年はダイドードリンコ筆頭の複数社提供となっていた。2019年までは、『ダイドードリンコスペシャル 日本の祭り傑作選』（ダイドードリンコスペシャル にほんのまつりけっさくせん）のタイトルで放送されていた。
東京から実際に観光で来てもらうことを想定しているためか、通常、その祭りが例年行われる2,3ヶ月前程度に放送される（例：例年8月に行われる青森ねぶたや徳島市阿波おどりは6月頃に、例年12月に行われる秩父夜祭は10月頃に放送）。
制作時期により吉村の肩書きが変わってしまうことや（早稲田大学、サイバー大学、または東日本国際大学）、祭り自体が現在と状況が異なるケースがあることなどから、冒頭で「この番組は20○○年に制作されたものです」というテロップをMX独自で入れて対応している（同年に本放送したものを再放送した場合は、このテロップは表示されない）。

### 放送データ
- 放送局：TOKYO MX
- 放送開始日：2012年4月7日
- 放送終了日：2020年6月27日
- 放送日時：毎週土曜日 12:00 - 12:55（MX1で放送）
- 制作時期が古い一部の祭りを除き、原則ハイビジョン放送
  - 2012年4月 - 2014年3月は、当番組放送時間帯にマルチチャンネル編成を行わなかったためハイビジョン放送
  - 2014年4月以降はマルチチャンネル編成だが、MX1はハイビジョン放送

## 日本の祭り（TwellV）
『ダイドーグループ 日本の祭り』は、TwellVで2013年4月6日より毎週土曜日に週1回放送されている番組。TOKYO MXの『傑作選』同様、これまでに各局で制作・放送された『日本の祭り』から厳選して放送している。TOKYO MXでは2020年6月に放送終了したが、こちらは2020年7月以降も継続して放送されている。こちらも、2019年までは、『ダイドードリンコスペシャル 日本の祭り』（ダイドードリンコスペシャル にほんのまつり）のタイトルで放送されていた。

### 放送データ
- 放送局：TwellV
- 放送開始日：2013年4月6日
- 放送日時：毎週土曜日 18:00 - 18:55

## 備考
- 関東地方ではTBSが制作・放送していたが、関東地方の祭りではなく、ダイドーが協賛参加している祭りの回を制作していた（地元系列局が制作協力）。TBSが制作から離脱して以降、独立局であるTOKYO MX、テレ玉、チバテレ、tvkが制作に参加するようになった。2016年（平成28年）からは同年に栃木県那須烏山市の山あげ祭をとりあげるため、とちテレが参加し、以後もとちテレが参加している。そのため、関東の独立局で参加していないのは群馬テレビのみである。また茨城県には民放テレビ局がない為[5]、茨城・群馬の祭りを取り上げた回は、放送された実績がない。
- 佐賀県はサガテレビ（フジテレビ系列）のみが所在するが、原則は参加していない。同県の祭りを取り上げる際は、隣接する福岡県のRKB毎日放送（TBS系）が制作している[6]。
  - ただし2017年（平成29年）は例外として、佐賀県鹿島市で開催されるふな市を、長崎放送とサガテレビの共同制作で放送されることになり、前年のとちテレに続き、この年限りではあるがサガテレビが新たに番組参加することになった。これは、RKB毎日放送では福岡県みやこ町の生立八幡宮神幸祭が応援する祭りとして選定され、同年に佐賀県のふな市も応援する祭りに選定されたためにとられた措置である。
- TBS系列局が参加局の大半を占めているためか、後日BS-TBS（旧：BS-i）で放送される事もあった。
- TBS系列局が制作した作品は、TBSニュースバード（CS放送）の『特選ドキュメンタリー「JNNドキュメント」』で放送されることもある。
- 広島ホームテレビ（テレビ朝日系列）では、自社が制作した作品のみ、土曜午後枠でダイドードリンコ一社提供またはダイドードリンコ筆頭の複数社提供で放送することがある。